# 伊苏丹莱特里耶
伊苏丹莱特里耶（法語：Issoudun-Létrieix，法語發音：[isudœ̃ letʁijɛ]）是法国克勒兹省的一个市镇，位于该省东部，属于欧比松区。

## 地理
伊苏丹莱特里耶（46°3'37"N, 2°8'35"E）面积26.43 平方千米，位于法国新阿基坦大区克勒兹省，该省份为法国中部省份，位于法國中央高原西北部，北起安德尔省和谢尔省，西接维埃纳省，南至科雷兹省，东临多姆山省，东北与阿列省接壤。
与伊苏丹莱特里耶接壤的市镇（或旧市镇、城区）包括：谢内拉耶、佩拉拉诺尼耶尔、皮马尔西尼亚、圣沙布赖、圣马夏尔勒蒙、圣梅达尔-拉罗谢特、圣帕尔杜莱卡尔。
伊苏丹莱特里耶的时区为UTC+01:00、UTC+02:00（夏令时）。

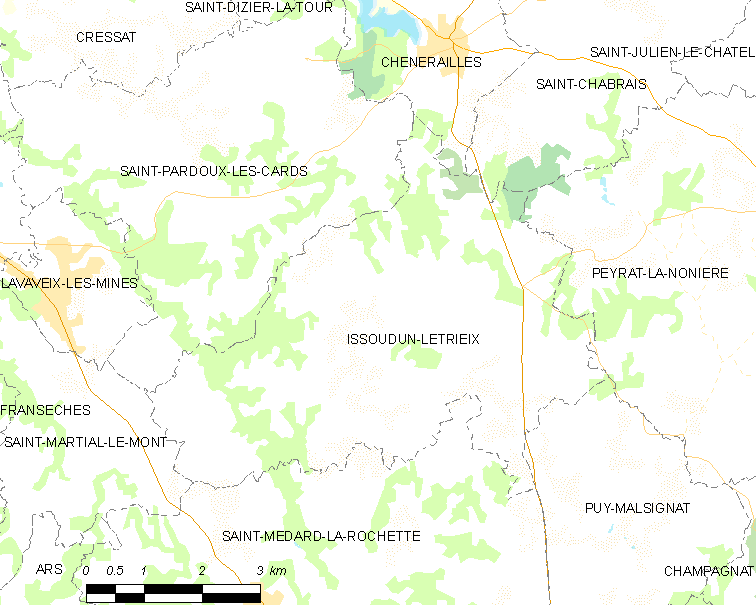
伊苏丹莱特里耶的OSM定位图

## 行政
伊苏丹莱特里耶的邮政编码为23130，INSEE市镇编码为23097。

## 政治
伊苏丹莱特里耶所属的省级选区为古宗县。

## 人口

1962-2008年间伊苏丹莱特里耶人口变化图示

伊苏丹莱特里耶于2022年1月1日时的人口数量为292人。